# 버밍햄 불스 (ECHL)
| 버밍햄 불스   | |
| 콘퍼런스      | 남부 콘퍼런스 (1997년~2001년) |
| 디비전        | 웨스트 디비전 (1992년~1995년) 사우스 디비전 (1995년~1997년) 사우스웨스트 디비전 (1997년~2001년)                                                                      |
| 설립연도      | 1992년 |
| 해체연도      | 2001년 |
| 역사          | 신시내티 사이클론즈 (1990년~1992년) 버밍햄 불스 (1992년~2001년) 애틀랜틱시티 보드워크 불리즈 (2001년~2005년) 스톡턴 선더 (2005년~2015년) 애디론댁 선더 (2015년~현재) |
| 경기장        | 버밍햄-제퍼슨 컨벤션 콤플렉스 |
| 연고지        | 앨라배마주 버밍햄 |
| 상징색        | 검정, 빨강 |
| 구단주        | |
| 단장          | |
| 감독          | |
| NHL 제휴      | |
| AHL 제휴      | |
| 정규시즌 우승 | |
| 콘퍼런스 우승 | |
| 디비전 우승   | |
| 켈리 컵       | |
| 영구 결번     | |

버밍햄 불스(Birmingham Bulls)는 미국 앨라배마주 버밍햄을 연고지로 하는 1992년부터 2001년까지 ECHL 소속되었던 아이스 하키팀이다.
2001년 연고지를 뉴저지주 애틀랜틱시티 (애틀랜틱시티 보드워크 불리즈)로 이전했다.

## 역대 홈경기장
| 경기장                        | 사용기간      | 수용인원 | 장소              | 비고 |
| ----------------------------- | ------------- | -------- | ----------------- | ---- |
| 버밍햄 불스                   |               |          |                   |      |
| 버밍햄-제퍼슨 컨벤션 콤플렉스 | 1992년~2001년 | 19,000명 | 앨라배마주 버밍햄 | 빈칸 |